# Culicoides boydi
Culicoides boydi är en tvåvingeart som beskrevs av Wirth och Mullens 1992. Culicoides boydi ingår i släktet Culicoides och familjen svidknott. Inga underarter finns listade i Catalogue of Life.